# Énergie à Chypre

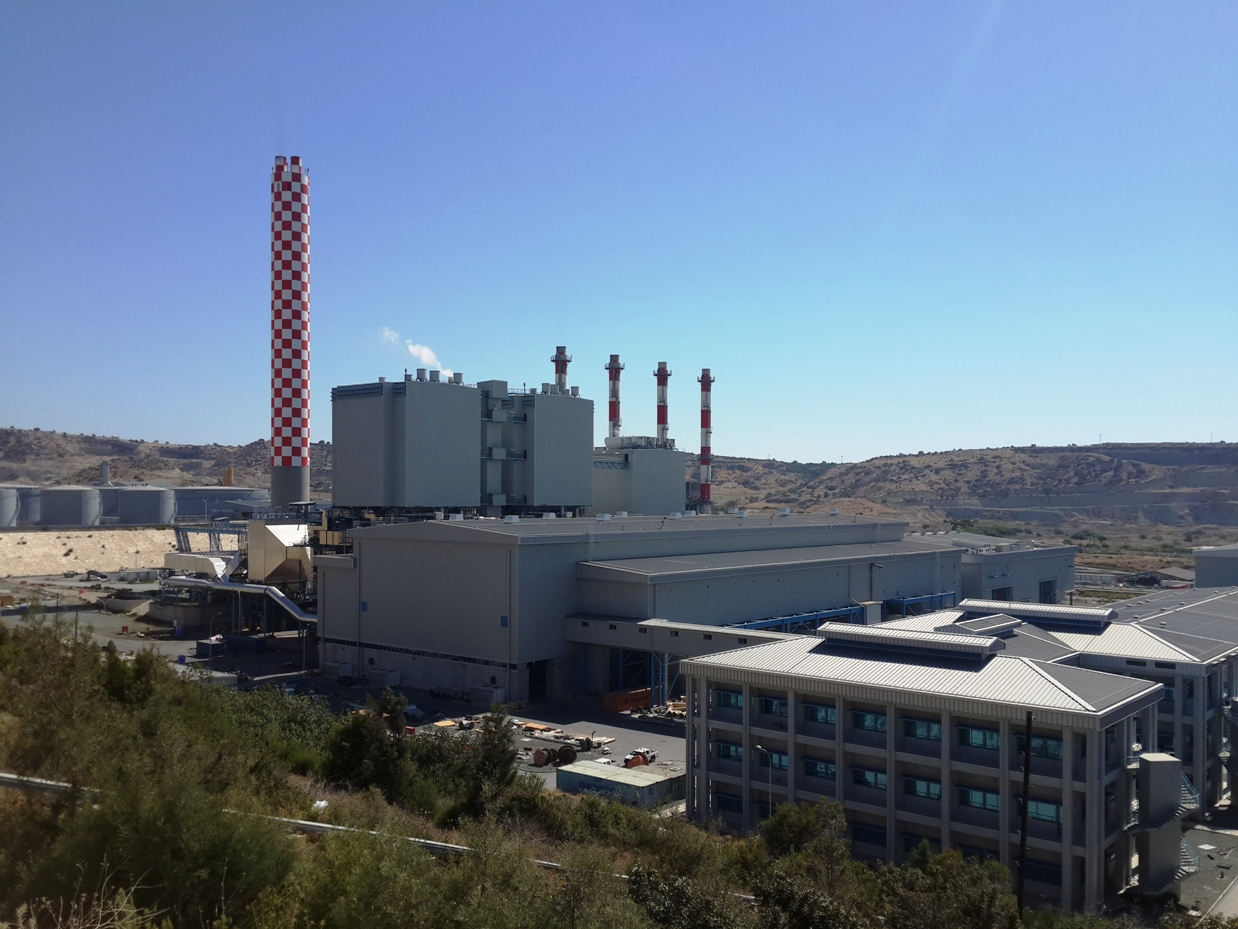
Centrale thermique de Vasilikos, la plus importante du pays, 2013.

Le secteur de l'énergie à Chypre est largement dominé par le pétrole, qui représente 87 % de l'énergie primaire consommée en 2020, mais sa part régresse peu à peu avec le développement des énergies renouvelables. En 2022, l'électricité chypriote est encore produite à 83,2 % à partir de produits pétroliers, mais la part de l'énergie solaire atteint 11,4 % et celle de l'énergie éolienne 4,3 %.
Chypre se classe en 2023 au 4e rang de l'Union européenne (UE) pour sa puissance installée solaire photovoltaïque par habitant, supérieure de 15 % à la moyenne de l'UE, et au 2e rang mondial pour la pénétration du solaire thermique.

## Production d'énergie fossile
Aucune production d'énergie fossile n'a été réalisée en territoire chypriote à ce jour.
Cependant les eaux territoriales du pays comprennent une large portion du bassin levantin, un bassin sédimentaire dont le potentiel en matière d'hydrocarbures a été révélé dans les années 2010. Le gisement du « champ Aphrodite » , découvert en 2011 par Noble Energy (dans le bloc N.12), offre au moins 100 km3 de réserves de gaz naturel, déclaré commercialement viable (estimation : 127 milliards de m3 de gaz). Les groupes israéliens Delek et Avner et la Royal Dutch Shell ont aussi des droits dans ce bloc. En 2017, l'exploitation n'est pas entamée.
Un consortium Eni-Total a acquis des droits sur un des blocs de la zone économique exclusive (ZEE) chypriote. Mais en septembre 2017  après des forages d'exploration pétrogazière, il a fait savoir avec le ministre chypriote de l'Energie (George Lakkotrypis) qu'ils n'avaient pas trouvé assez de gaz pour entamer une phase d'exploitation. L'île avait en projet un terminal à terre visant à exporter via des méthaniers du gaz vers l'Europe et l'Asie, il pourrait ne pas être rentable, mais un pipe-line pourrait être construit vers l'Égypte. ExxonMobil a annoncé des forages exploratoires dans la ZEE chypriote (bloc N.10, au sud de l'île) à partir de mi-2018.

## Secteur aval
L'île ne possède aucune raffinerie de pétrole — la seule qui existait a fermé en 2012 —, les carburants sont donc importés, principalement de Grèce et d'Israël.

## Solaire thermique
Les chauffe-eaux solaires sont très répandus à Chypre. Fin 2021, la surface de capteurs solaires thermiques en fonctionnement à Chypre s'élevait à 885 210 m3 et leur puissance installée cumulée atteignait 620 MWth, soit environ 1 % du total européen (62,2 GWth). Chypre se classe au 2e rang mondial pour la pénétration du solaire thermique avec 484 kWth/1000 habitants, derrière la Barbade et devant Israël.

## Consommation
La consommation intérieure d'énergie primaire s'élevait en 2020 à 89 340 TJ (Térajoules), répartie en 87 % de produits pétroliers, 6,7 % de biomasse et déchets, 5,6 % d'énergie solaire et éolienne et 0,7 % de charbon.
La consommation de pétrole est d'environ 60 000 barils par jour. Le carburant le plus utilisé est le fioul lourd, représentant 942 000 tonnes en 2014, et utilisé principalement dans la production d'électricité.

## Secteur électrique

### Production
La production d'électricité de Chypre s'élevait en 2022 à 5 265 GWh, dont 83,2 % à partir de produits pétroliers, 11,4 % d'énergie solaire, 4,3 % d'énergie éolienne et 1,1 % de biomasse.
L'Energy Institute estime la production d'électricité de Chypre en 2022 à 5,3 TWh, dont 0,2 TWh d'éolien et 0,6 TWh de solaire.

### Centrales thermiques

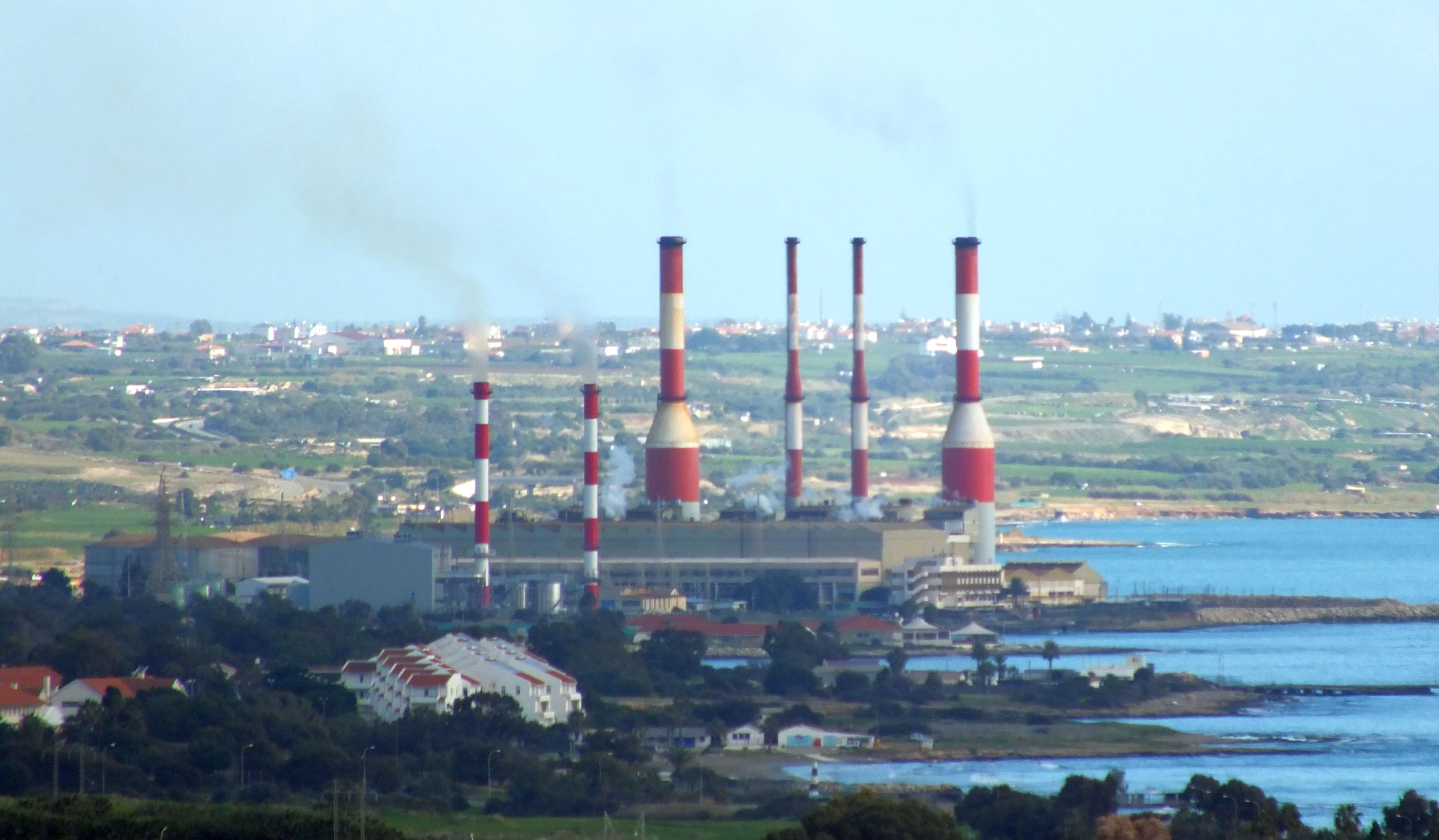
Centrale thermique de Dhekelia, 2013.

L'essentiel de l'électricité chypriote est produite par trois centrales thermiques brûlant des carburants pétroliers. Ces trois centrales sont détenues par l'entreprise étatique Electricity Authority of Cyprus. Elles totalisent 1 460 MW de capacité.

### Éolien

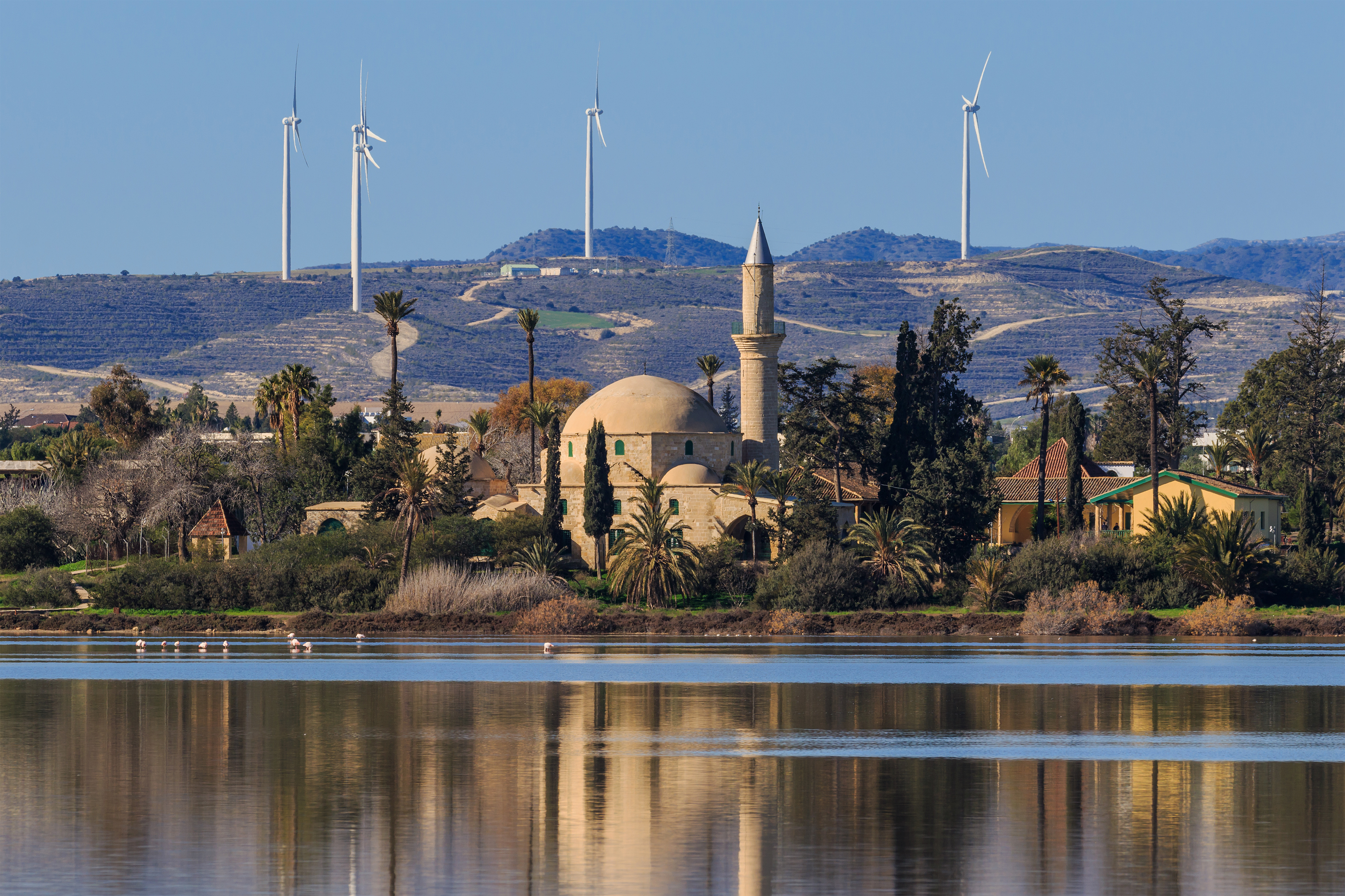
Éoliennes au-dessus de la mosquée Hala Sultan Tekke, Lac salé à Larnaca, 2017.

Selon le rapport annuel WindEurope, Chypre disposait de 158 MW de capacité éolienne début 2017. Les cinq fermes éoliennes de la République couvrent presque 20 % de sa demande d'électricité, un des chiffres les plus élevés du monde à l'époque. Elles sont détenues par des opérateurs privés, et EAC rachète leur production.

### Solaire

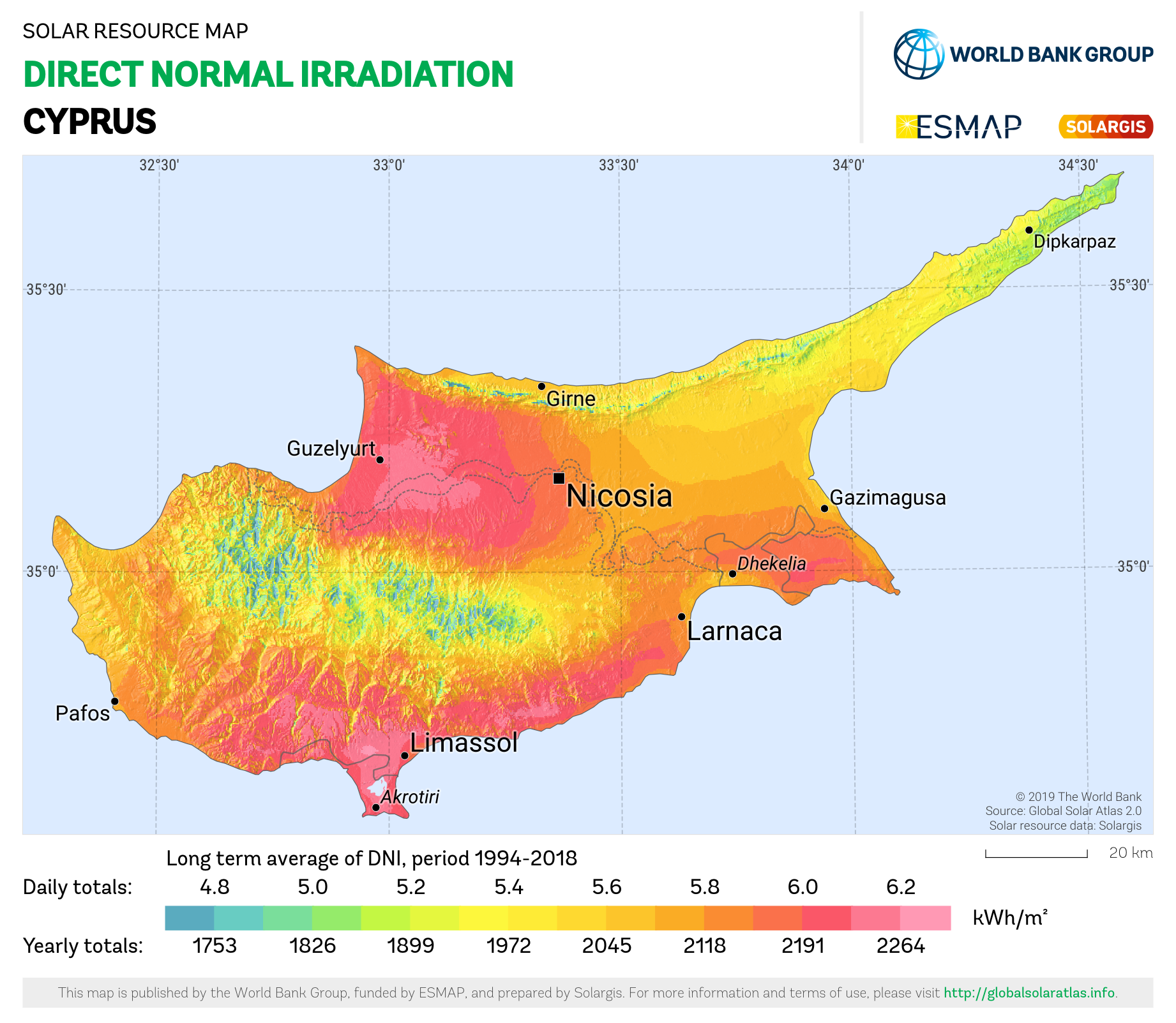
Carte du potentiel solaire à Chypre (Irradiation normale directe) - GlobalSolarAtlas World-Bank-Esmap-Solargis, 2021.

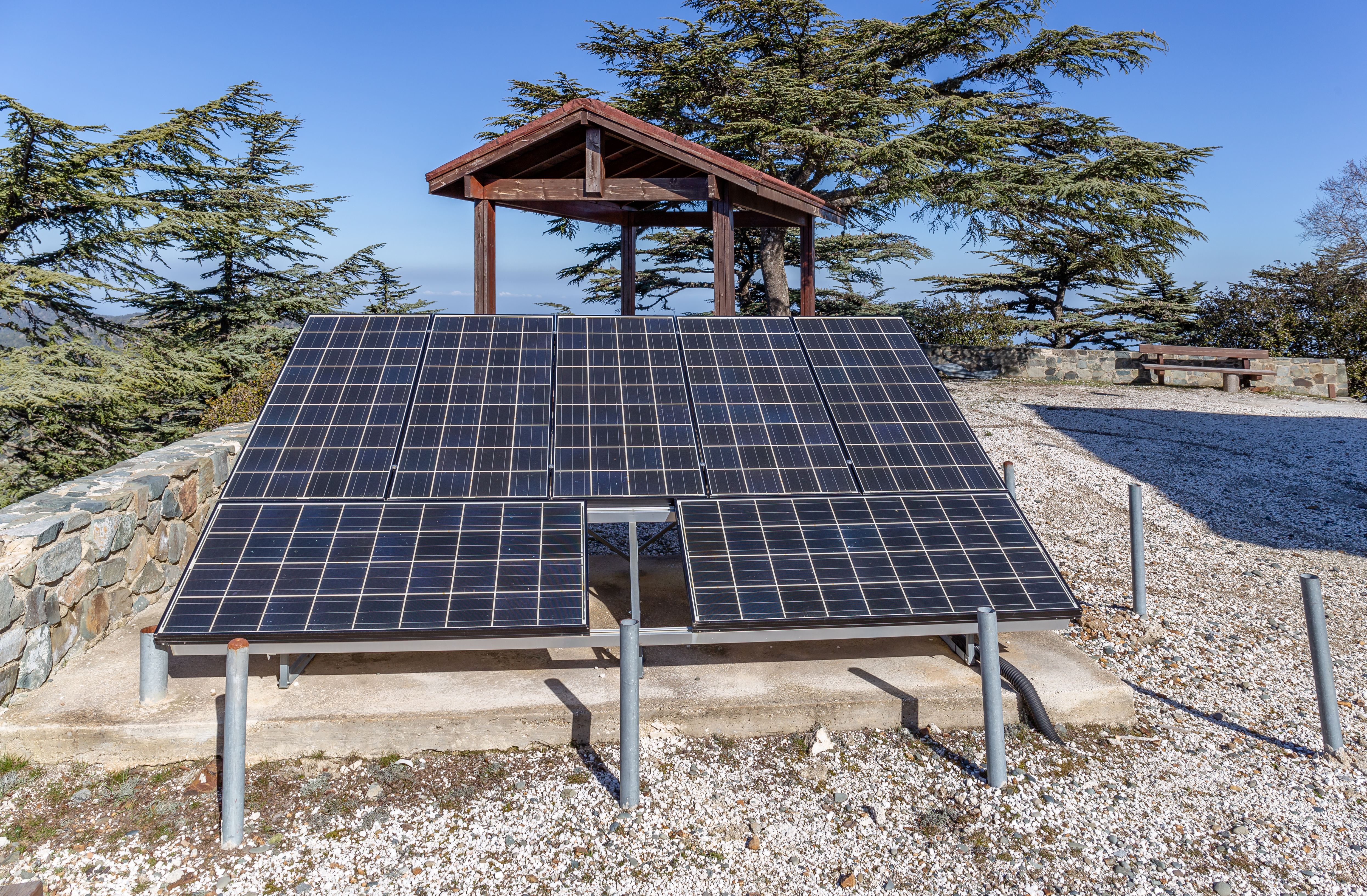
Panneaux solaires au sommet du Mont Tripylos, Massif de Tróodos, 2019.

La part de la production solaire photovoltaïque (601 GWh) dans la production d'électricité du pays atteignait 11,4 % en 2022.
Selon EurObserv'ER, cette production est passée à 695 GWh en 2023. Chypre a installé 182 MWc en 2023, portant la puissance installée de son parc photovoltaïque à 606 MWc (+43 %). Chypre se classe en 2023 au 4e rang de l'Union européenne (UE) pour sa puissance installée par habitant : 658,2 Wc fin 2023, supérieure de 15 % à la moyenne de l'UE (572,5 Wc), derrière les Pays-Bas (1 342,1 Wc), l'Allemagne (974,3 Wc) et la Belgique (745,1 Wc), et devant l'Espagne (636,6 Wc), la Grèce (610,6 Wc) et la France (300 Wc).
Chypre a installé 149,5 MWc en 2022, portant la puissance installée de son parc photovoltaïque à 464 MWc (+47,5 %).

### Consommation d'électricité
La consommation d'électricité était de 4 858 GWh en 2022, dont 46,8 % dans le secteur tertiaire, 36,6 % dans le secteur résidentiel, 12,0 % dans l'industrie et 3,3 % dans l'agriculture.

### Réseau électrique
Le réseau électrique fonctionne en 50 Hz et la tension domestique est de 230 volts.
Un projet très ambitieux, le EuroAsia Interconnector, vise à relier les réseaux électriques de la Grèce, de Chypre et d'Israël. Ce projet a reçu un soutien de l'Union européenne, il était prévu en 2017 pour être opérationnel en 2022 et constituerait la plus longue ligne électrique sous-marine du monde.
Ce projet, rebaptisé Great Sea Interconnector, serait constitué de 1 200 km de câbles sous-marins, dont 900 km pour le tronçon qui doit relier la Crète à Chypre, dont la pose doit démarrer en 2026, et 300 km pour le tronçon Chypre-Israël, prévu pour 2029-2030. Nexans a obtenu en juillet 2023 le contrat de réalisation de cet ouvrage et le fonds Meridiam a signé en décembre 2024 un protocole d'accord en vue d'acquérir une participation de 49,9 % dans ce projet à 1,9 milliard d'euros ; l'autorité grecque des réseaux, IPTO, conserve provisoirement 50,1 %. La capacité du câble de 8,6 TWh par an couvrirait largement les besoins de Chypre : environ 4,5 TWh par an. L'Union européenne a accordé une subvention de 657 millions d'euros. La Turquie prépare un projet de câble sous-marin pour alimenter la République turque de Chypre du Nord.